# Otto Gebühr
Otto Gebühr (Kettwig, 29 mei 1877 – Wiesbaden, 13 maart 1954) was een Duitse acteur, die zowel op het toneel als in films optrad. Hij was beroemd door zijn rol als koning Frederik II van Pruisen. Hij speelde deze rol tussen 1920 en 1942 in twaalf films.

## Levensloop
Gebührs ouders waren de koopman Otto Gebühr en diens echtgenote Fanny Mathilde Moll. Hij groeide op in Hülsenbusch, een stadsdeel van Gummersbach (Noordrijn-Westfalen), en na de dood van zijn vader in Keulen. Daar volgde hij middelbaar onderwijs en kreeg hij een praktijkopleiding in de handel bij M. Michels & Co, groothandel in wol.
In 1896 trad Gebühr als correspondent in dienst bij de firma Hergersberg & Co. in Berlijn. In zijn vrije tijd volgde hij een theateropleiding. Al spoedig zei hij zijn baan op en werd hij freelance toneelspeler. Hij kreeg een vaste baan bij de stadsschouwburg in Görlitz. Tussen 1898 en 1908 werkte hij bij het Schauspielhaus am Zwinger in Dresden, daarna bij het Lessingtheater  in Berlijn.
Tijdens de Eerste Wereldoorlog diende Gebühr als oorlogsvrijwilliger bij het 3. Garde-Feldartillerieregiment, waar hij het tot luitenant bracht. Tussen 1917 en 1919 werkte hij onder Max Reinhardt bij het Deutsches Theater Berlin. In die tijd begon ook zijn filmcarrière, toen de regisseur Paul Wegener hem polste of hij daarvoor belangstelling had.
In 1919 speelde Gebühr voor het eerst de rol van Frederik II van Pruisen, in de film Die Tänzerin Barbarina, die in 1920 uitkwam. In dat jaar begonnen al de opnamen voor de tetralogie Fridericus Rex, vier films over het leven van de koning, die in de jaren 1921-1923 werden uitgebracht en veel publiek trokken. Hoewel Gebühr ook andere rollen speelde, kwam men steeds bij hem uit als er een film met Frederik II moest worden gemaakt. Er volgden nog tien films waarin hij die rol speelde.
In de tijd van het Derde Rijk gold hij als ‘unabkömmlicher Kulturschaffender’ (‘onvervangbare cultuurschepper’). In 1938 kreeg hij de eretitel Staatsschauspieler, de hoogste titel die een acteur in die tijd kon krijgen. In 1942 speelde hij, alweer als Frederik II, de hoofdrol in de propagandafilm Der große König onder regie van Veit Harlan. Frederik, verslagen in de Slag bij Kunersdorf, besluit toch door te vechten. Dankzij sergeant Paul Treskow, die de bevelen van hogerhand negeert en toch aanvalt, wint hij de Slag bij Torgau. Treskow wordt gestraft wegens insubordinatie; Frederik had hem na het ondergaan van zijn straf willen bevorderen tot luitenant, maar uit wrok blijft Treskow zich ondisciplinair gedragen, dus de bevordering blijft achterwege. Treskow ziet echter tijdig zijn fouten in en sterft voor de ogen van zijn koning de heldendood bij de belegering van Schweidnitz. De film kwam uit op een moment dat het Duitse offensief in de Sovjet-Unie dreigde dood te lopen en Engeland was begonnen Duitse steden te bombarderen, en was bedoeld om het moreel van de Duitse bevolking op te vijzelen.
In 1944 zette Joseph Goebbels Gebühr op de Gottbegnadeten-Liste van onvervangbare kunstenaars.
Na de Tweede Wereldoorlog mocht Gebühr tot 1947 niet meer optreden. Daarna werkte hij opnieuw als toneelspeler, te beginnen met De kersentuin van Tsjechov. Al spoedig speelde hij ook weer in amusementsfilms, soms weer onder regie van Veit Harlan. Hij stierf in 1954 kort voor de afronding van de film Rosen-Resli aan een hartinfarct.
Gebühr trouwde in 1910 met Cornelia Bertha Julius. Ze kregen een dochter, Hilde Gebühr (1910-1945), die ook actrice werd. In 1942 hertrouwde hij met de actrice Doris Krüger (1913–1950). Uit dit huwelijk werd in 1942 een zoon Michael Gebühr (1942–2021) geboren, die archeoloog werd.

## Films met Otto Gebühr als Frederik II de Grote
- 1920: Die Tänzerin Barbarina, regie: Carl Boese
- 1921-1923: Fridericus Rex, regie: Arzén von Cserépy

aflevering 1 - Sturm und Drang
aflevering 2 - Vater und Sohn
aflevering 3 - Sanssouci
aflevering 4 - Schicksalswende
- 1926: Die Mühle von Sans Souci, regie: Siegfried Philippi
- 1927: Der Alte Fritz – deel 1: Friede, regie: Gerhard Lamprecht
- 1927: Der Alte Fritz – deel 2: Ausklang, regie: Gerhard Lamprecht
- 1930: Das Flötenkonzert von Sans-souci, regie: Gustav Ucicky
- 1932: Die Tänzerin von Sans Souci, regie: Friedrich Zelnik
- 1933: Der Choral von Leuthen, regie: Carl Froelich
- 1936: Heiteres und Ernstes um den großen König, regie: Phil Jutzi
- 1936: Fridericus, regie: Johannes Meyer
- 1937: Das schöne Fräulein Schragg, regie: Hans Deppe
- 1942: Der große König, regie: Veit Harlan

## Andere films
| - 1917: Der Richter, regie: Hans Land - 1917: Veilchen Nr. 4, regie: Conrad Wiene, Robert Wiene - 1918: Die Börsenkönigin, regie: Edmund Edel - 1919: Verrat und Sühne, regie: Max Mack - 1919: Der Flimmerprinz, regie: Max Mack - 1919: Sündiges Blut, regie: Max Mack - 1920: Der Menschheit Anwalt, regie: Otto Rippert - 1920: Das Wüstengrab, regie: Karl Heiland - 1920: Drei Nächte, regie: Carl Boese - 1920: Whitechapel. Eine Kette von Perlen und Abenteuern, regie: Ewald André Dupont - 1920: Abend – Nacht – Morgen, regie: Friedrich Wilhelm Murnau - 1920: Der Golem, wie er in die Welt kam, regie: Carl Boese en Paul Wegener - 1923: Wilhelm Tell, regie: Rudolf Dworsky en Rudolf Walther-Fein - 1924: Ich hatt' einen Kameraden, regie: Hans Behrendt - 1924: Neuland, regie: Hans Behrendt - 1925: Leidenschaft – Die Liebschaften der Hella von Gilsa, regie: Richard Eichberg - 1926: In Treue stark, regie: Heinrich Brandt - 1926: Die Sporckschen Jäger, regie: Holger-Madsen - 1927: Die heilige Lüge, regie: Holger-Madsen - 1928: Waterloo, regie: Karl Grune - 1930: Der Detektiv des Kaisers, regie: Carl Boese - 1931: Der Erlkönig, regie: Peter Paul Brauer en Marie-Louise Iribe - 1938: Nanon, regie: Herbert Maisch - 1938: Frauen für Golden Hill, regie: Erich Waschneck - 1939: Die barmherzige Lüge, regie: Werner Klingler - 1940: Casanova heiratet, regie: Viktor de Kowa - 1940: Bismarck, regie: Wolfgang Liebeneiner - 1941: Kopf hoch, Johannes!, regie: Viktor de Kowa | - 1942: Viel Lärm um Nixi, regie: Erich Engel - 1943: Nacht ohne Abschied, regie: Erich Waschneck - 1943: Wenn der junge Wein blüht, regie: Fritz Kirchhoff - 1943: Fritze Bollmann wollte angeln, regie: Volker von Collande - 1943: Immensee, regie: Veit Harlan - 1943: Die goldene Spinne, regie: Erich Engels - 1945: Der Erbförster, regie: Alois Johannes Lippl - 1947: … und über uns der Himmel, regie: Josef von Báky - 1949: Der Bagnosträfling, regie: Gustav Fröhlich - 1950: Drei Mädchen spinnen, regie: Carl Froelich - 1950: Die Lüge, regie: Gustav Fröhlich - 1951: Dr. Holl, regie: Rolf Hansen - 1951: Grün ist die Heide, regie: Hans Deppe - 1951: Sensation in San Remo, regie: Georg Jacoby - 1951: Das ewige Spiel, regie: František Čáp - 1951: Wenn die Abendglocken läuten, regie: Alfred Braun - 1952: Wenn abends die Heide träumt, regie: Paul Martin - 1952: Des Teufels Erbe, regie: Andrew Marton - 1953: Rote Rosen, rote Lippen, roter Wein, regie: Paul Martin - 1953: Sterne über Colombo, regie: Veit Harlan - 1953: Vati macht Dummheiten, regie: Johannes Häussler - 1953: Meines Vaters Pferde, regie: Gerhard Lamprecht - 1953: Straßenserenade, regie: Werner Jacobs - 1953: Die Gefangene des Maharadschas, regie: Veit Harlan - 1953: Die blaue Stunde, regie: Veit Harlan - 1954: Der Mann meines Lebens, regie: Erich Engel - 1954: Sauerbruch – Das war mein Leben, regie: Rolf Hansen - 1954: Rosen-Resli, regie: Harald Reinl |